# Giuseppe Cambiano
Giuseppe Cambiano (Torino, 18 maggio 1941) è uno storico della filosofia italiano.
Già ordinario di Storia della Filosofia Antica all'Università degli Studi di Torino, è oggi professore emerito della stessa disciplina presso la Scuola normale superiore di Pisa.

## Formazione
Giuseppe Cambiano ha conseguito la laurea in Filosofia nel 1965, sotto la guida di Nicola Abbagnano, presso l'Università di Torino. Nella stessa università, è stato poi assistente presso la cattedra di Filosofia della Storia, allora retta da Pietro Chiodi, mentre, dal 1972 al 1977, è stato professore incaricato di Storia della Filosofia.
Come vincitore di concorso, è diventato professore prima straordinario, quindi ordinario, di Storia della Filosofia Antica all'Università di Torino, dal 1975 al 2002. Dal 2003 al 2011, ha insegnato Storia della Filosofia Antica presso la Scuola normale superiore di Pisa, di cui poi è stato nominato professore emerito. È stato altresì membro del Comitato scientifico della “International Plato Society”.
È stato coordinatore del "Centro di Studi sulla Fortuna dell'Antico“, fondato da Emanuele Narducci a Sestri Levante, dal 2007 al 2009. Dal 1990, è socio corrispondente dell'Accademia delle Scienze di Torino e, dal 2007, socio corrispondente dell'Accademia Nazionale dei Lincei. È direttore della rivista internazionale "Antiquorum Philosophia", fondata nel 2007.

## Studi e ricerche
La sua attività di studioso ha toccato diverse linee di ricerca, tra cui:
- la storia della filosofia antica, in particolare Platone e Aristotele, connessa con la riflessione scientifica, politica e con le forme della letteratura filosofica, del primo autore avendone pure tradotto i dialoghi filosofici, per poi aver trattato l'opera di Seneca e Cicerone;
- la storia delle scienze nell'antichità (soprattutto geometria, meccanica e medicina), con attenzione per Galeno, Erasistrato, Euclide, Archimede, Proclo;
- la storia della storiografia filosofica e scientifica, dall'antichità in avanti, con contributi specifici su Hermann Usener, August Boeckh, Eric Dodds, Wilhelm von Humboldt, Arnaldo Momigliano, Sebastiano Timpanaro, Nicola Abbagnano, a quest'ambito di ricerca essendo pure legato lo studio della ricezione e dei collegamenti che i grandi autori del Novecento hanno intessuto con gli antichi, fra i quali Husserl, Heidegger, Gadamer, Popper, E. Bloch, Foucault;
- la storia della tradizione classica; ed in questo senso vanno intesi gli studi sulle immagini della polis nella cultura europea che va dal Quattrocento all'Ottocento.

## Opere principali
- La scuola megarica nelle interpretazioni moderne (1971)
- Montesquieu e le antiche repubbliche greche (1974)
- Dalla polis senza schiavi agli schiavi senza polis (1982)
- Storiografia e dossografia nella filosofia antica (1986)
- La filosofia in Grecia e a Roma, Laterza (1987)
- Il ritorno degli antichi, Laterza (1988)
- Da Omero agli alessandrini. Problemi e figure della letteratura greca di Arrighetti Graziano, con Alessandro Barchiesi, Carocci (1988)
- La cosmetica dei classici (1989)
- Platone e le tecniche, Laterza (1991)
- Filosofia e scienza nel mondo antico, Loescher
- Storia e antologia della filosofia. 3 voll., con Massimo Mori, Laterza Edizioni Scolastiche
- Ermeneutica e filologia (1997)
- La filosofia e le sue storie (1999)
- Polis. Un modello per la cultura europea, Laterza (2000)
- Oralità e scrittura in Gadamer (2003)
- Storia della filosofia antica, Laterza (2004)
- Le stelle di Talete, 3 voll., con Massimo Mori, Laterza scolastica (2004)
- Figure, macchine, sogni. Saggi sulla scienza antica, Edizioni di Storia e Letteratura (2006)
- Aspetti della fortuna dell'antico nella cultura europea. Atti della 4ª Giornata di studi (Sestri Levante, 16 marzo 2007) con Emanuele Narducci e Robert E. Proctor, ETS (2008)
- Storia della filosofia antica, Laterza, (2009) ISBN 9788842073253
- Perché leggere i classici. Interpretazione e scrittura, il Mulino, (2010) ISBN 9788815146502
- Filosofia greca e identità dell'Occidente. Le avventure di una tradizione, il Mulino, Bologna (2022)